# The Golden Gift
The Golden Gift er en amerikansk stumfilm fra 1922 af Maxwell Karger.

## Medvirkende
- Alice Lake som Nita Gordon
- John Bowers som James Llewelyn
- Harriet Hammond som Edith Llewelyn
- Josef Swickard som Leonati
- Bridgetta Clark som Rosana
- Louis Dumar som Malcolm Thorne
- Geoffrey Webb som Stephen Brand
- Camilla Clark som Joy Llewelyn